# Mugilogobius stigmaticus
Mugilogobius stigmaticus is een straalvinnige vissensoort uit de familie van grondels (Gobiidae). De wetenschappelijke naam van de soort is voor het eerst geldig gepubliceerd in 1884 door De Vis. Hij komt oorspronkelijk uit de wateren van Oost-Australië.